# Gede Testvérek Bt.
A Gede Testvérek Bt. egy magyarországi könyvkiadó. Ismertségét elsősorban annak köszönheti, hogy vitatott, 1930/1940-es évekbeli politikai művek sorát jelentette új kiadásban meg az 1990-es, 2000-es évek elején.

## Története
A kiadó 1994-ben alakult Gede Tibor és vak testvére, Gede Sándor (1954–2019) által. Gede Tibor autófényezőként és autószerelőként dolgozott Ausztráliában, a kiadót Budapesten Gede Sándor működtette. A 2000-es évek elejéig 60-nál több kiadványuk jelent meg.
A kiadó a 2010-es évekig adott ki műveket. Különlegessége abban állt, hogy számos, 1930/1940-es évekbeli, a második világháború után (1945-től) politikai okokból betiltott (vagy forgalomból eltűnt) jobboldali, szélsőjobboldali nézetrendszerű, olykor antiszemita kiadványt jelentetett meg fakszimile kiadásban.
Jelentek ugyanakkor későbbi (néhol fordított) hasonló szemléletű kiadványai is. Számos kiadvány Tompó László irodalomtörténész közreműködésével jelent meg.
Antiszemita, zsidóellenes régi könyveik közül nevezetesebbek Kolosváry-Borcsa Mihály (1896–1946) politikus nagy zsidókérdéssel foglalkozó bibliográfiája, Prohászka Ottokár (1858–1927) székesfehérvári püspök Az én antiszemitizmusom, Endre László (1895–1946) politikus A zsidókról, Bosnyák Zoltán (1905–1952) A magyar fajvédelem úttörői, Huber Lipót (1861–1946) katolikus pap Zsidóság és kereszténység a multban és a jelenben, Marschalkó Lajos (1903–1968) Kik árulták el 1918-ban Magyarországot? történeti-publicisztikai, Dövényi Nagy Lajos (1906–1964) Tarnopolból indult el, Szépvízi Balás Béla (1871–1934) Kánaán pusztulása, Tormay Cécile (1875–1937) Bujdosó könyv című szépirodalmi műveit. Kiadták Bary József (1858–1915) vizsgálóbíró visszaemlékezéseit a Tiszaeszlári bűnperről.
Fordított kiadványaik között szerepelnek David Irving (1938–), holokauszt-tagadó angol történész könyvei, David Duke (1950–) Zsidó szupremácizmusa, Léon de Poncins (1897–1975) filozófusnak a szabadkőművesség és a zsidóság kapcsolatát boncolgató munkája. Ide tartozik Luzsénszky Alfonz (1876–1953) Talmud kivonata. Kiadták Szálasi Ferenc (1897–1946) Hungarizmusát, Benito Mussolini A fasizmus doktrínáját. A kiadványok listájában helyet kapott Adolf Hitler Mein Kampfja is.
A hasonmás, nem politikai témakörű művek között szerepelt Szász Béla (1897–1974) történész 681 oldalas Attila hun király életrajza, Kecskés Pál (1895–1974) római katolikus pap 712 oldalas filozófiatörténete, és Aquinói Szent Tamás (1225–1274) középkori egyházi író monumentális A teológia foglalata. Náluk jelent meg Szádeczky-Kardoss Lajos (1859–1935) A székely nemzet története és alkotmánya, Marcel Lefebvre (1905–1991) érsek Nyilt levél a tanácstalan katolikusokhoz című írása, amely a második vatikáni zsinat utáni reformok előtti katolikus szellemiség és liturgia megőrzéséért szállt síkra. Katolikus szempontú, liberalizmusellenes könyv Don Felix Sardá Y Salvany (1844–1916) A liberalizmus bűn-je, Fehér Mátyás Jenő (1913–1978) könyve a középkori magyar inkvizícióról. James Bacque A megtervezett halál című könyve a második világháború útáni francia hadifogolytáborok elhallgatott történetét dolgozta fel.
Gede Sándor 2019-ben elhunyt. Az általában szélsőjobboldalinak minősített Kuruc.info elektronikus híroldal így méltatta: „Rengeteg értékes könyv újrakiadásáért lehetünk hálásak neki, szinte nincs is nemzeti radikális, akinek a könyvespolcán nem szerepel legalább egy ilyen kiadvány.”

## Perek

### A 2004-es per
A kiadót a kiadott könyvek témaköre miatt számos alkalommal támadták, a Magyarországi Zsidó Hitközségek Szövetsége följelentette a legfőbb ügyésznél, a Szim Salom Progresszív Zsidó Egyesület tiltakozó levelet írt a Magyar Könyvkiadók és Könyvterjesztők Egyesülésének (MKKE), amit az a Fővárosi Főügyészségnek továbbított.
2004-ben még bírósági eljárás folyt ellene közösség elleni izgatás váddal.
A kiadó saját értelmezésében az általuk kiadott művek „többsége történelemmel foglalkozik, és nem igaz, hogy csak a zsidóság lenne a központi témájuk. Bár nehéz kihagyni a zsidóságot a történelemből.” Azaz művei történeti forráskiadványoknak, kordokumentumoknak tekinthetőek. Gede Tibor szerint kiadványaik azért is hasznosak, mert a második világháború után, olyan rendszer alakult ki, ami „minden zsidókat érintő kritikát elnyomott”.
Nem így látta kérdést a 2004-es perben szakértőként megbízott Dessewffy Tibor szociálpszichológus. A szakember a Führer birodalma című könyv kapcsán kiemelte, hogy az ugyan érdekes kordokumentumnak tekinthető, mivel jól tükrözi a náci propaganda hatása alá került nyugat-európai értelmiség kritikátlan véleményét a náci Németországról – azonban a propagandaszólamok ismételgetése miatt alkalmas gyűlöletkeltésre és uszításra.
A bíróság végül felmentette a testvérpárt, inkább nekik adva igazat érvelésében:
„A határozat indoklásában elhangzott, hogy a Gede testvérek által megjelentetett könyvek reprint kiadások voltak, azaz változatlan tartalommal, aktualizálás nélkül adták ki a század elején megjelent antiszemita irodalmat. Ezek a művek, amellett, hogy mai szemmel nézve meglehetősen anakronisztikus kijelentések állnak bennük, már megjelenésük idején sem voltak túlzottan mozgósító jellegűek, méltatta a bíró a vád tárgyává tett írásokat, hozzátéve, hogy legfeljebb kordokumentumként, megfelelő kritikával kezelt forrásmunkaként lehet rájuk tekinteni, és mint ilyenek, uszításra, közösség elleni izgatásra nem alkalmasak.”

### A 2010-es per
2010-ben újabb per elé kellett néznie a kiadónak, ezúttal szerzői jog megsértése címen az 1941-es Jud Süß nemzetiszocialista propagandafilm vetítése miatt.

## Néhány kiadványuk
- Vitéz Kolosváry-Borcsa Mihály: A zsidókérdés magyarországi irodalma. A zsidóság szerepe a magyar szellemi életben – A zsidó származású írók névsorával, Budapest, 1999, ISBN 963-03-8579-1[10]
- Szász Béla: A húnok története. Attila nagykirály, 2001,  helytelen ISBN kód: 963-9898-16-6 [11]
- Bosnyák Zoltán: A magyar fajvédelem úttörői; Budapest, 2000 (szerk. Tompó László)
- Dövényi Nagy Lajos: Tarnopolból indult el...: kortörténeti regény; [szerk. Gede Tibor] ; [az utószót írta ifj. Tompó László]; Budapest, 2001
- Szépvizi Balás Béla: Kánaán pusztulása, Budapest, 2001, ISBN 963-9298-24-7[12]
- Artur Dinter: A vérrontó bűn. Korregény; Budapest, 2002 (szerk. Tompó László)
- Prohászka Ottokár: Az én antiszemitizmusom. Összegyűjtött zsidó tárgyú írásai és beszédei Bosnyák Zoltán bevezető tanulmányával; összegyűjt. ifj. Tompó László; Budapest, 2003
- Endre László: "A zsidókról": a berni per tanulságai; [az utószót írta ifj. Tompó László], Budapest, 2003 (reprint kiadás)
- David Irving: Apokalipszis 1945. Drezda elpusztítása, ford.: Tudós-Takács János; Budapest, 2005 (szerk. Tompó László)
- David Irving: Nürnberg: Az utolsó csata. Budapest, 2007. ISBN 978-963-9298-70-5
- C. A. Macartney: Október tizenötödike I-II. A modern Magyarország története 1929-1945; ford.: Tudós-Takács János; Budapest, 2003 (szerk. Tompó László)
- A Talmud magyarul, fordította Luzsénszky Alfonz, Budapest, 2002, ISBN 963-9298-33-6
- Kecskés Pál: A bölcselet története főbb vonásaiban, Budapest, 2001, ISBN 963-929-817-4 (ismertetővel Tudós-Takács János látta el.)[13]
- Adolf Hitler: Mein Kampf; ford., név- és tárgymutató Ungvári Gyula; Budapest, 2007